# Ford Scorpio
Ford Scorpio – samochód osobowy klasy wyższej produkowany pod amerykańską marką Ford w latach 1985–1998.

## Pierwsza generacja

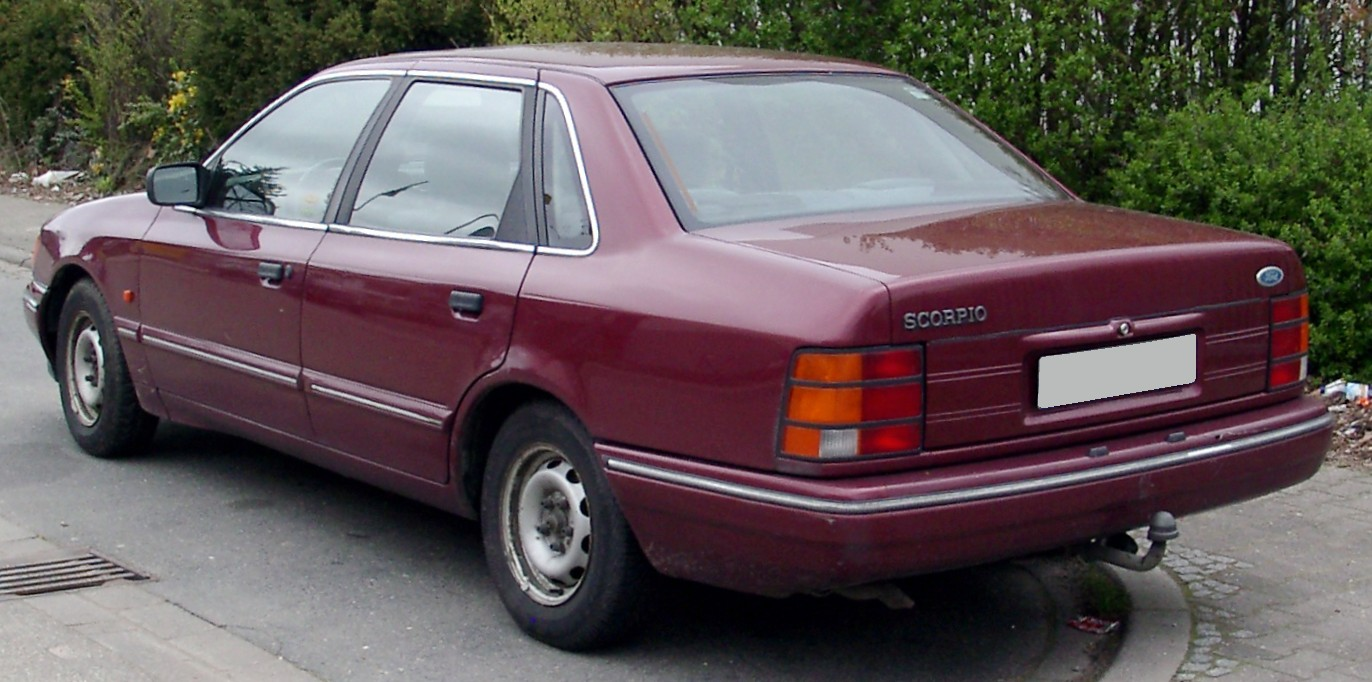
Ford Scorpio I – tył

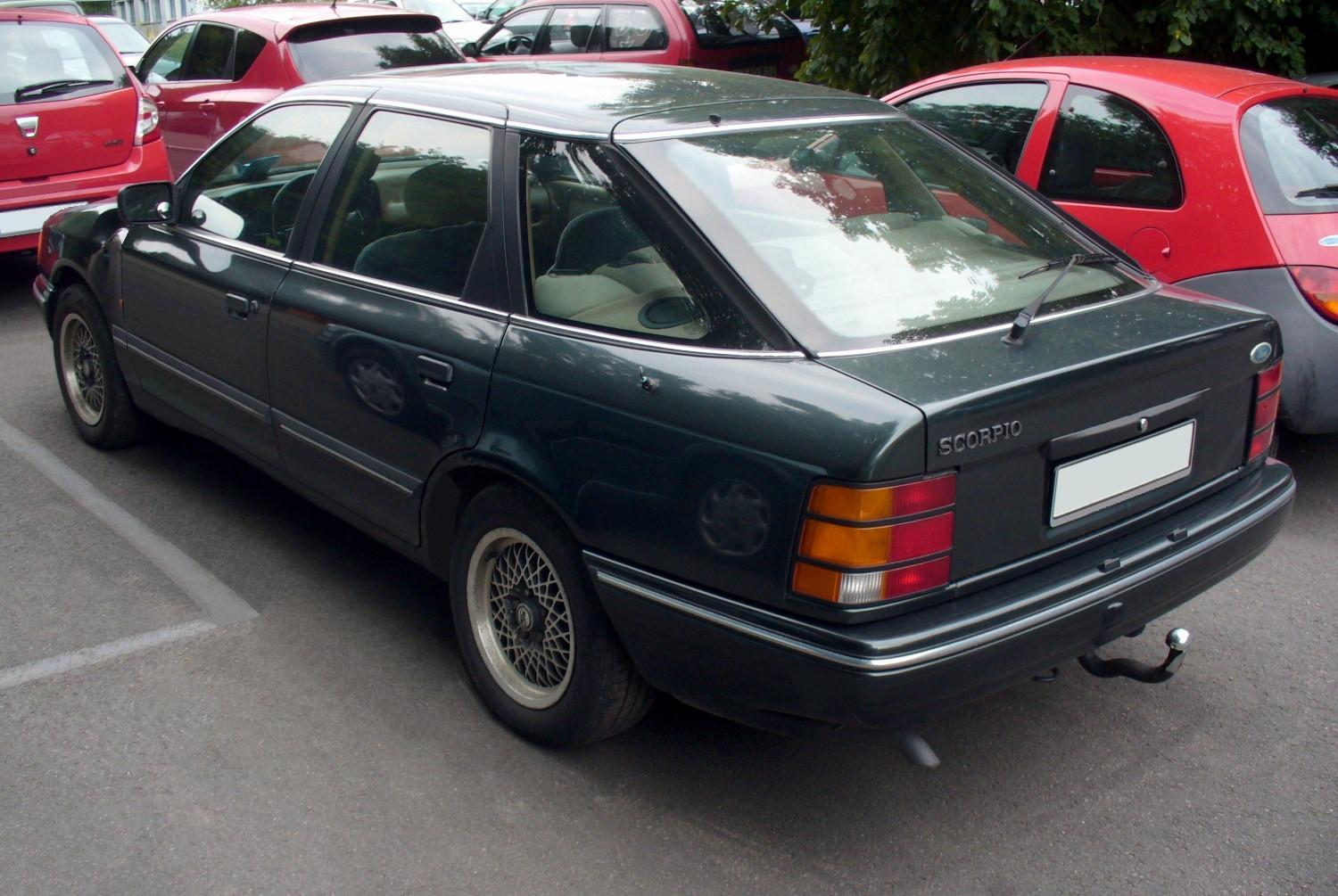
Ford Scorpio I Liftback

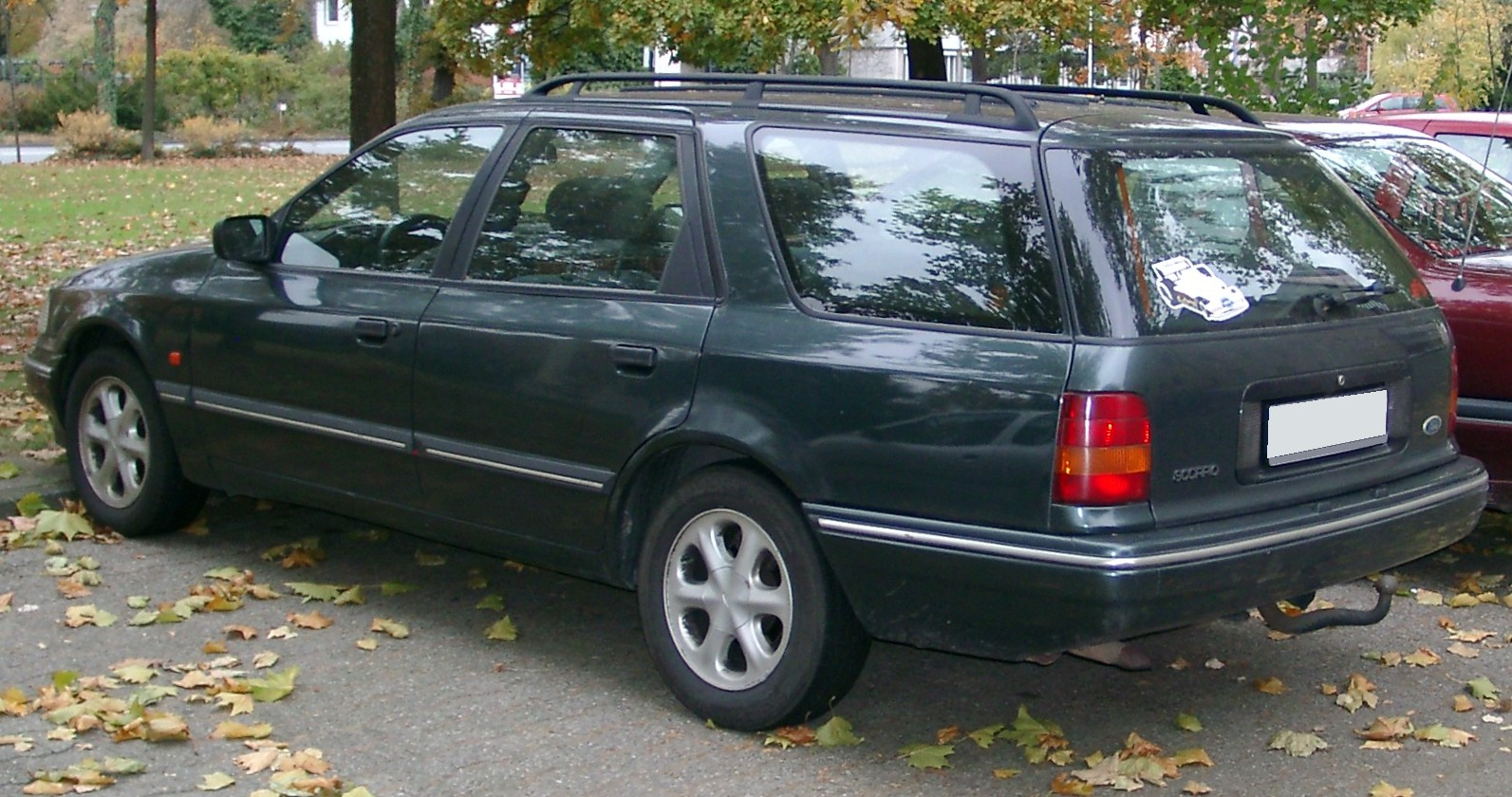
Ford Scorpio I Kombi

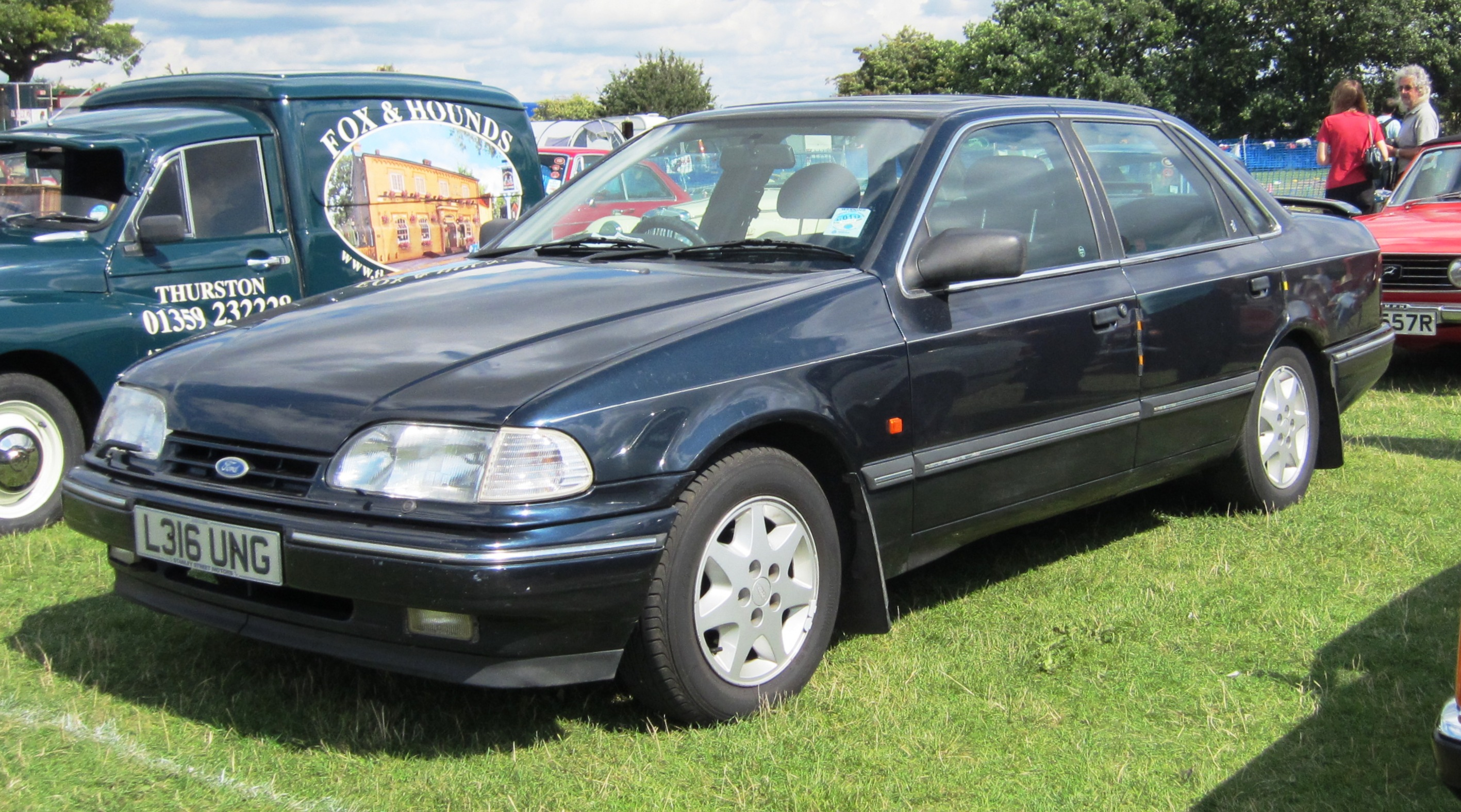
Ford Scorpio I po liftingu

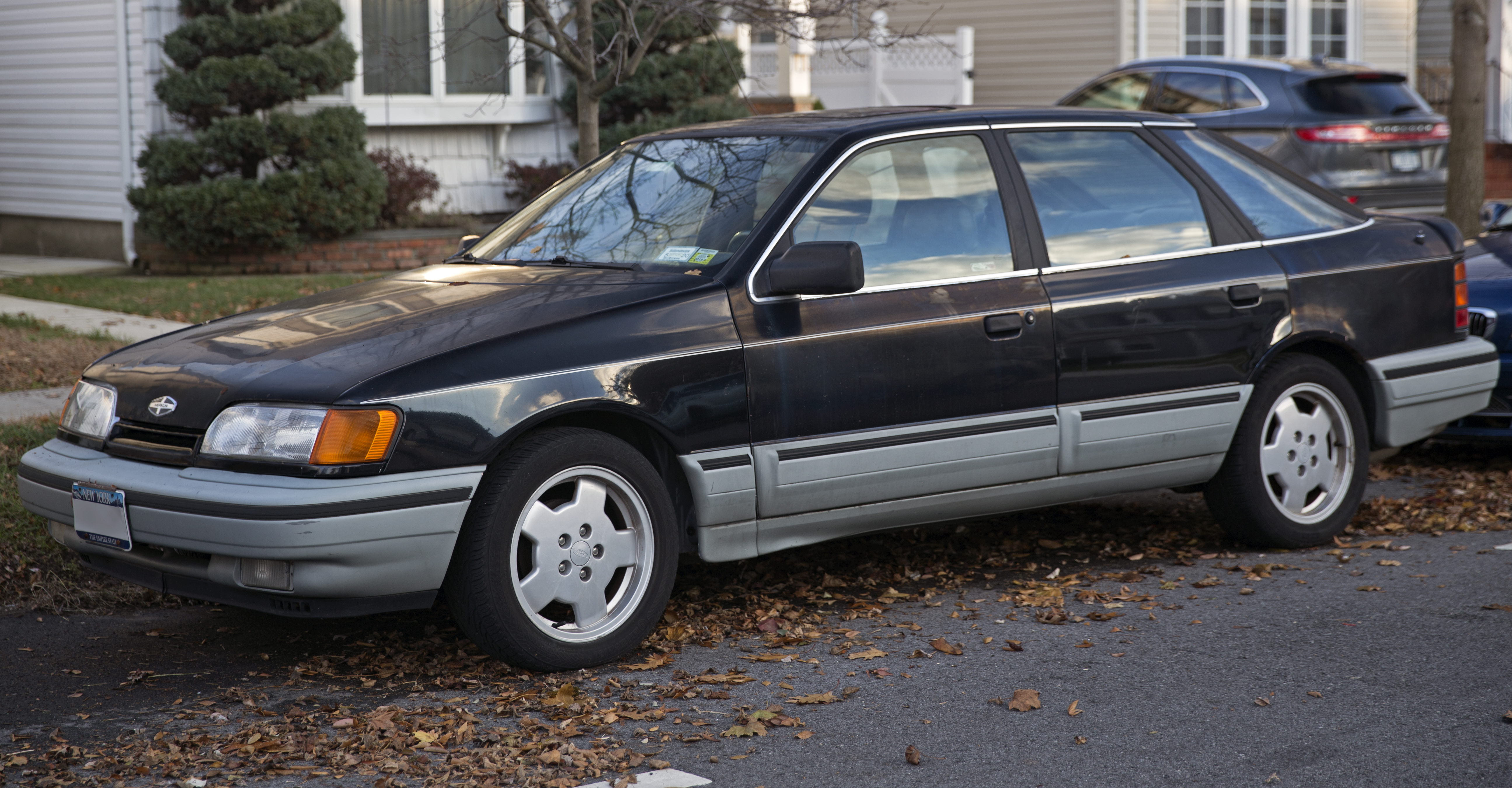
amerykański Merkur Scorpio

Ford Scorpio I został po raz pierwszy zaprezentowany w 1985 roku.
Ford Scorpio I sprzedawany był na rynku brytyjski jako trzecia generacja modelu Granada, w której dopisek „Scorpio” oznaczał najwyższą wersję wyposażeniową pojazdu. Początkowo pojazd oferowany był wyłącznie z nadwoziem typu liftback, które było rozwinięciem koncepcji zaprezentowanej kilka lat wcześniej w prototypach studyjnych i modelu Sierra. Kształt nadwozia pojazdu zaprojektowany został w tunelu aerodynamicznym, dzięki czemu współczynnik oporu powietrza pojazdu Cx wynosi 0,33.
W plebiscycie na Europejski Samochód Roku 1986 model zajął 1. pozycję.

### Lifting
W 1990 roku wprowadzona została wersja sedan pojazdu, przy okazji której samochód przeszedł obszerną restylizację (poprawiono nieznacznie wyposażenie seryjne, zmieniono grill, na który trafił znaczek Forda, w standardzie pojawiły się cztery światła drogowe -dwa niezależne i dwa zintegrowane ze światłami mijania, kierunkowskazy białe – jako opcja), a dwa lata później wersja kombi, która pojawiła się przy okazji dużego face liftingu w którym zmienione zostały m.in. przednie reflektory i kierunkowskazy, atrapa chłodnicy, maska silnika, lampy tylne oraz deska rozdzielcza. Z tyłu pomiędzy lampami dodano plastikową listwę (liftback, sedan).

### Ameryka Północna
W latach 1987–1989 auto oferowane było także na rynku amerykańskim pod marką Merkur. Auto sprzedawane było w wybranych salonach Lincolna oraz Merkura z silnikiem V6 oraz bogatym wyposażeniem, m.in. skórzanymi fotelami z pompowanym za pomocą gruszek podparciem. Największą różnicą w porównaniu do europejskiego odpowiednika jest to, że Merkur posiadał boczne wzmocnienia karoserii, oraz większe i szersze zderzaki, zgodnie z ówczesnymi normami bezpieczeństwa w Ameryce Północnej.

### Zawieszenie
Z przodu pojazdu zastosowane zostały kolumny McPhersona z pojedynczym wahaczem poprzecznym. Natomiast z tyłu zawieszenie oparto na trójkątnych wahaczach wleczonych, sprężynach śrubowych, amortyzatorach teleskopowych i skrętnym stabilizatorze przechyłów.

### Wersje wyposażeniowe
- CL /CLX (występowały również specjalne wzbogacone wersje CL – Sapphire lub CLX – Topas)
- GL / GLX
- Ghia
- Ghia Executive
- Granada Scorpio

Standardowe wyposażenie podstawowej wersji pojazdu CL obejmowało m.in. system ABS oraz regulowaną kierownicę. W 1987 roku podstawowa wersja CL wyposażona została standardowo także m.in. we wspomaganie kierownicy, zamek centralny oraz regulację wysokości siedzenia kierowcy.
Wersja GL wyposażona była standardowo w elektryczne sterowanie szyb przednich, elektryczne sterowanie lusterek, obrotomierz oraz przyciemnione szyby. Wersja Ghia pojazdu standardowo wyposażona była m.in. w elektrycznie regulowane fotele, welurową tapicerkę, elektryczne sterowanie szyb tylnych, gniazdo słuchawkowe, alufelgi, światła przeciwmgłowe oraz komputer pokładowy, po liftingu poduszki powietrzne czołowe.
Opcjonalnie auto wyposażyć można było m.in. w skórzane oraz podgrzewane przednie fotele, klimatyzację, elektrycznie sterowany szyberdach, podgrzewaną przednią szybę oraz tempomat.

### Silniki
| Wersja                | Silnik:                         | Układ zasilania:   | Moc maksymalna:                      | Maks. moment obrotowy     | 0–100 km/h:                     | V-max:                                  | Śr. zuż. paliwa/100 km:           |
| Silniki benzynowe:    | Silniki benzynowe:              | Silniki benzynowe: | Silniki benzynowe:                   | Silniki benzynowe:        | Silniki benzynowe:              | Silniki benzynowe:                      | Silniki benzynowe:                |
| --------------------- | ------------------------------- | ------------------ | ------------------------------------ | ------------------------- | ------------------------------- | --------------------------------------- | --------------------------------- |
| 1.8                   | R4 1,8 l (1796 cm³), OHC        | gaźnik Pierburg    | 90 KM (66 kW) przy 5400 obr./min     | 140 Nm przy 3500 obr./min | 13,1 s                          | 179 km/h                                | 7,9 l                             |
| 2.0i (cat)            | R4 2,0 l (1993 cm³), SOHC       | wtrysk Bo L-Jet    | 101 KM (74 kW) przy 5100 obr./min    | 148 Nm przy 4000 obr./min | 12,4 s 15,3 s (aut.)            | 181 km/h 177 km/h (aut.)                | 9,6 l 9,4 l (aut.)                |
| 2.0i                  | R4 2,0 l (1993 cm³), SOHC       | wtrysk Bo L-Jet    | 115 KM (84,5 kW) przy 5500 obr./min  | 160 Nm przy 4000 obr./min | 10,6 s 13,5 s (aut.)            | 193 km/h 189 km/h (aut.)                | 8,5 l 8,6 l (aut.)                |
| 2.0i                  | R4 2,0 l (1998 cm³), DOHC       | wtrysk             | 120 KM (88 kW) przy 5500 obr./min    | 171 Nm przy 2500 obr./min | 11,2 s 13 s (aut.)              | 215 km/h 188 km/h (aut.)                | 7,8 l 8,2 l (aut.)                |
| 2.0                   | R4 2,0 l (1993 cm³), SOHC       | gaźnik Weber       | 105 KM (77 kW) przy 5200 obr./min    | 157 Nm przy 4000 obr./min | 11,5 s 14,2 s (aut.)            | 188 km/h 184 km/h (aut.)                | 8,2 l 8 l (aut.)                  |
| 2.4i                  | V6 2,4 l (2394 cm³), OHV        | wtrysk Bo LE-Jet   | 130 KM (95,5 kW) przy 5800 obr./min  | 193 Nm przy 3000 obr./min | 9,7 s 12,3 s (aut.)             | 195 km/h 191 km/h (aut.)                | 9,2 l                             |
| 2.4i (cat)            | V6 2,4 l (2394 cm³), OHV        | wtrysk Bo LE-Jet   | 125 KM (92 kW) przy 5800 obr./min    | 182 Nm przy 3500 obr./min | 11 s 12,9 s (aut.)              | 190 km/h 186 km/h (aut.)                | 10,3 l                            |
| 2.8i                  | V6 2,8 l (2792 cm³), OHV        | wtrysk Bo LE-Jet   | 150 KM (110,5 kW) przy 5800 obr./min | 219 Nm przy 3000 obr./min | 9,6 s 11,7 s (aut.) 9,9 s (4x4) | 208 km/h 205 km/h (aut.) 203 km/h (4x4) | 10,5 l 10,7 l (aut.) 11,2 l (4x4) |
| 2.9i (cat)            | V6 2,9 l (2933 cm³)             | wtrysk Bo LE-Jet   | 145 KM (106,5 kW) przy 5500 obr./min | 222 Nm przy 3000 obr./min | 9,4 s 11,4 s (aut.)             | 204 km/h 202 km/h (aut.)                | 10,5 l 10,7 l (aut.)              |
| 2.9i                  | V6 2,9 l (2933 cm³)             | wtrysk Bo LE-Jet   | 150 KM (110 kW) przy 5700 obr./min   | 233 Nm przy 3000 obr./min | 9 s 11 s (aut.)                 | 208 km/h 204 km/h (aut.)                | 10,1 l                            |
| 2.9i 24v              | V6 2,9 l (2933 cm³), DOHC       | wtrysk Bo LH-Jet   | 195 KM (143,5 kW) przy 5750 obr./min | 275 Nm przy 4500 obr./min | 8,8 s (aut.)                    | 225 km/h (aut.)                         | 11,2 l (aut.)                     |
| Silniki wysokoprężne: |                                 |                    |                                      |                           |                                 |                                         |                                   |
| 2.5 D                 | R4 2,5 l (2498 cm³), OHC        | pompa wtryskowa    | 69 KM (51 kW) przy 4500 obr./min     | 148 Nm przy 2000 obr./min | 19,4 s                          | 158 km/h                                | 7,3 l                             |
| 2.5 TD                | R4 2,5 l (2498 cm³), OHC, turbo | pompa wtryskowa    | 92 KM (68 kW) przy 4150 obr./min     | 201 Nm przy 2250 obr./min | 14 s                            | 173 km/h                                | 7,8 l                             |

## Druga generacja

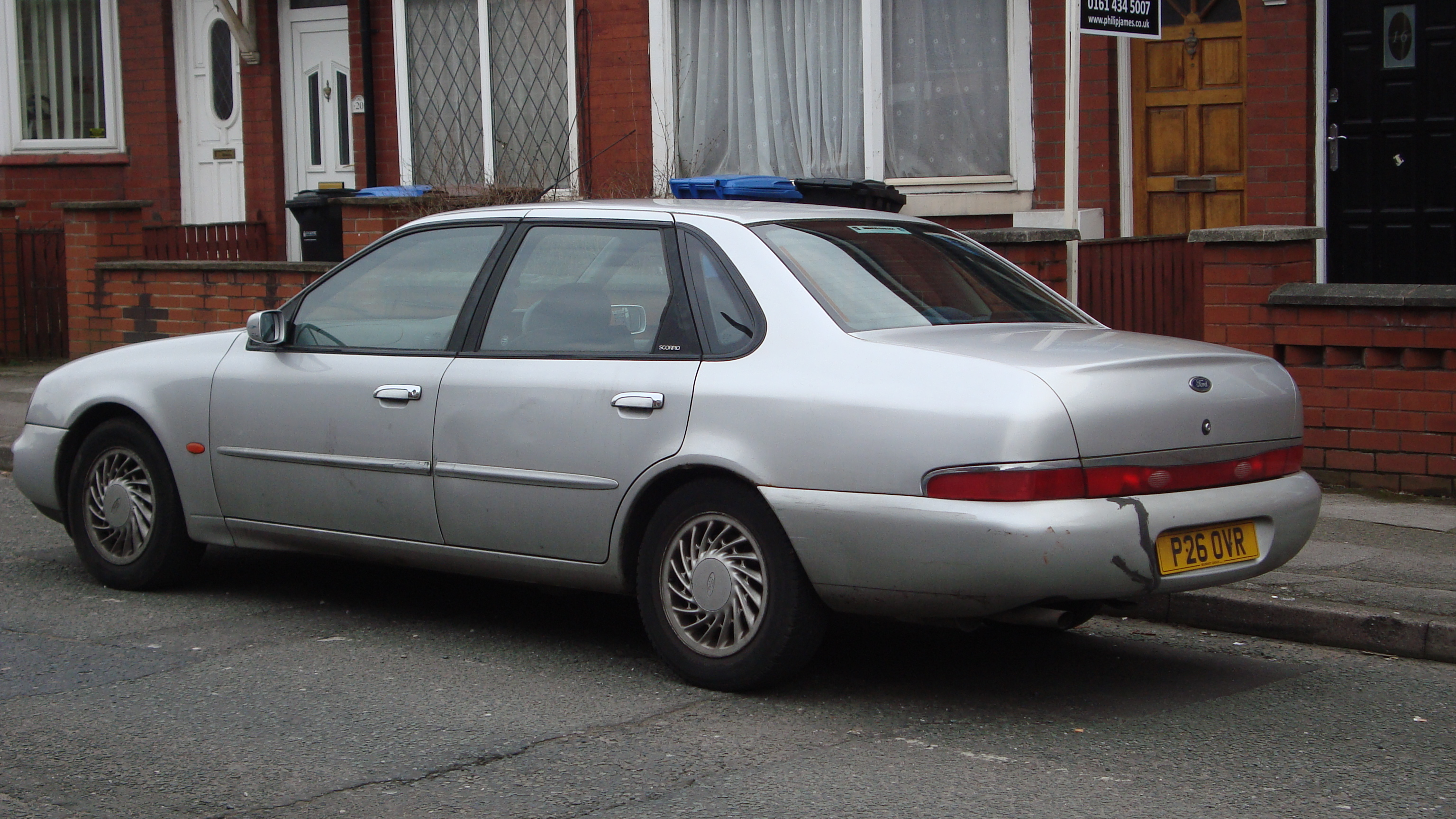
Ford Scorpio II – tył

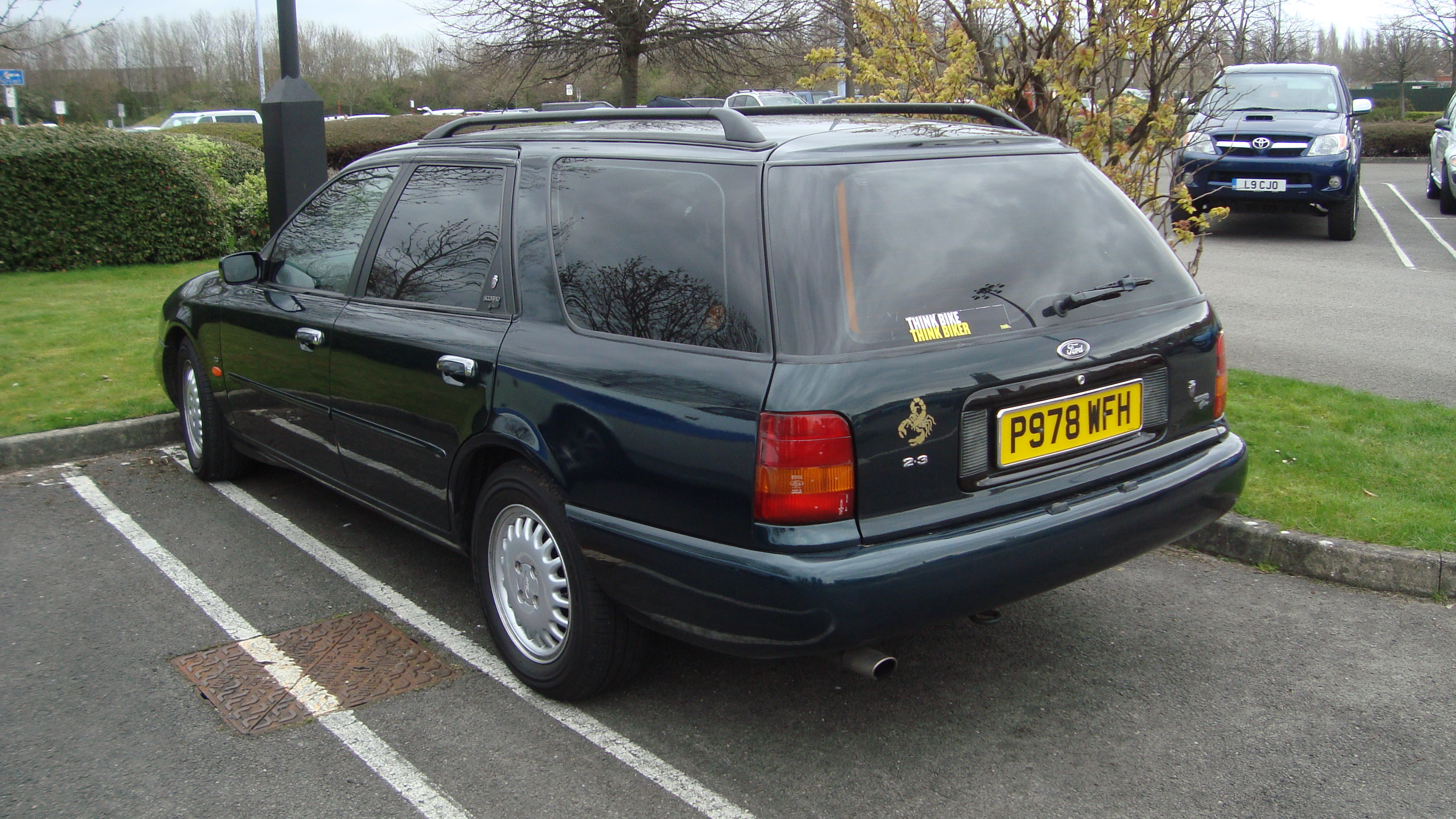
Ford Scorpio II Kombi

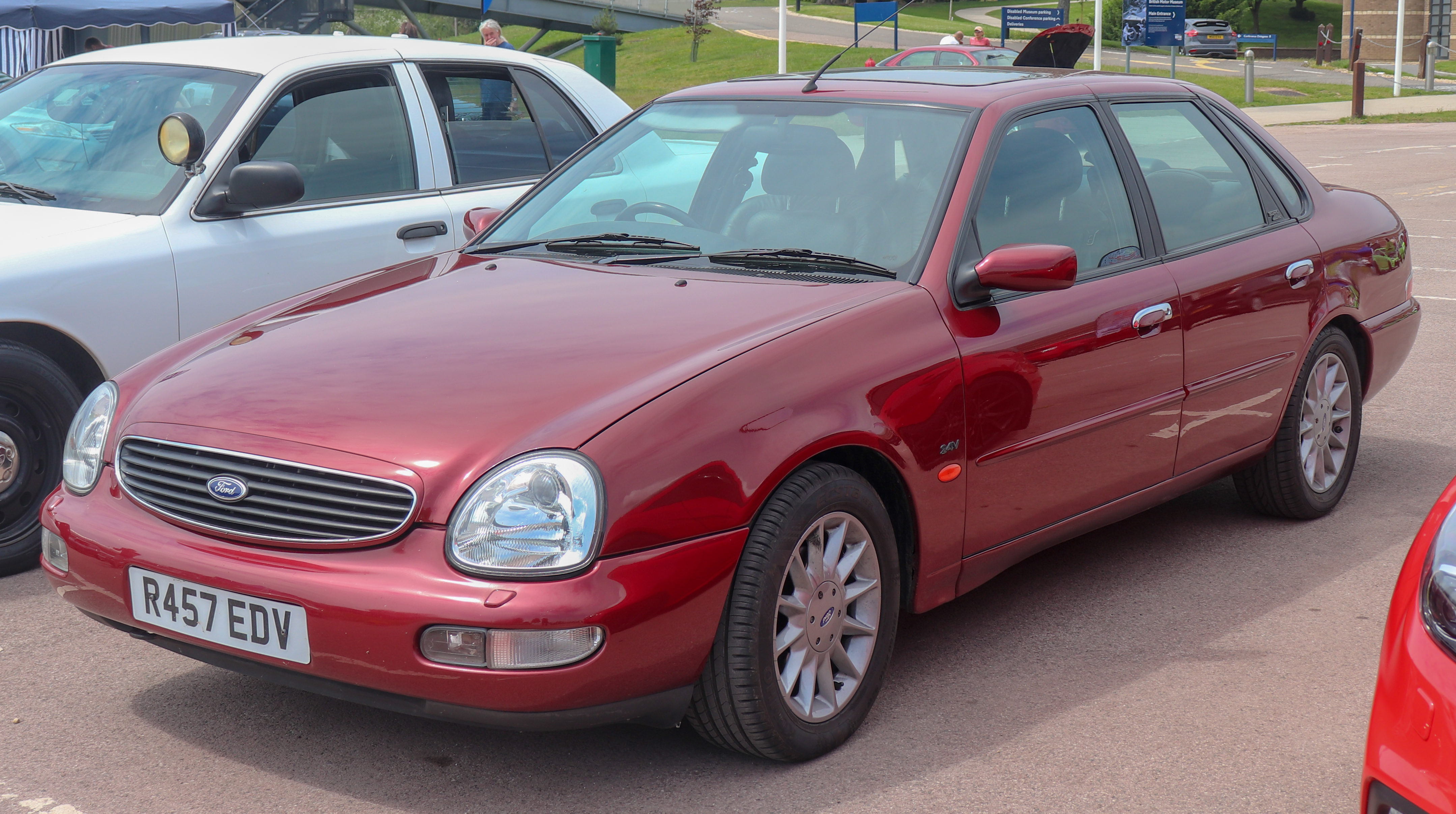
Ford Scorpio II po liftingu

Ford Scorpio II został zaprezentowany po raz pierwszy w 1994 roku.
Druga generacja Scorpio powstała na zmodernizowanej bazie poprzednika, dzieląc z nim m.in. drzwi i kształt dachu. Pojazd w stosunku do pierwszej generacji modelu zyskał nową stylistykę nawiązującą do amerykańskich modeli marki, w której charakterystycznym elementem pojazdu była ogromna atrapa chłodnicy oraz owalne przednie reflektory. Wersja kombi pojazdu, standardowo wyposażona jest w Nivomat, który utrzymuje stały prześwit pojazdu niezależnie od obciążenia. W przeciwieństwie do wersji sedan, odmiana kombi w znacznie mniejszym stopniu odróżniała się od poprzednika wyglądem – kształt tylnych lamp i kształt nadwozia pozostał taki sam.

### Lifting
Pod koniec produkcji pojazdu, w 1998 roku auto przeszło delikatny lifting. Przemodelowane zostały przednie reflektory, jak i tylne lampy. Produkcję pojazdu zakończono w 1998 roku z uwagi na zbyt kontrowersyjną stylistykę oraz słaby popyt.

### Wersje wyposażeniowe
- Ghia

Pojazd wyposażony mógł być m.in. w elektryczne sterowanie szyb, elektryczne sterowanie lusterek, klimatyzację automatyczną, radio, zmieniarkę płyt CD, skórzane fotele, tempomat, a także fotochromatyczne lusterko wsteczne, system TCS oraz wielofunkcyjną kierownicę. System ABS, dwie poduszki powietrzne oraz immobilizer oferowane są standardowo.

### Silniki
| Wersja                | Silnik:                         | Układ zasilania:   | Moc maksymalna:                     | Maks. moment obrotowy     | 0–100 km/h:          | V-max:                   | Śr. zuż. paliwa/100 km: |
| Silniki benzynowe:    | Silniki benzynowe:              | Silniki benzynowe: | Silniki benzynowe:                  | Silniki benzynowe:        | Silniki benzynowe:   | Silniki benzynowe:       | Silniki benzynowe:      |
| --------------------- | ------------------------------- | ------------------ | ----------------------------------- | ------------------------- | -------------------- | ------------------------ | ----------------------- |
| 2.0                   | R4 2,0 l (1998 cm³)             | wtrysk             | 116 KM (85 kW) przy 5500 obr./min   | 167 Nm przy 2500 obr./min | 12,8 s               | 193 km/h                 | 8,6 l                   |
| 2.0 16v               | R4 2,0 l (1998 cm³)             | wtrysk             | 136 KM (100 kW) przy 6300 obr./min  | 175 Nm przy 4200 obr./min | 11,1 s 12,9 s (aut.) | 207 km/h 195 km/h (aut.) | 8,9 l 9,2 l (aut.)      |
| 2.3 16v               | R4 2,3 l (2295 cm³)             | wtrysk             | 147 KM (108 kW) przy 5600 obr./min  | 202 Nm przy 4500 obr./min | 9,8 s 11,4 s (aut.)  | 210 km/h 204 km/h (aut.) | 9,6 l 10,5 l (aut.)     |
| 2.9 12v               | V6 2,9 l (2933 cm³)             | wtrysk             | 150 KM (110 kW) przy 5500 obr./min  | 229 Nm przy 3500 obr./min | 11 s (aut.)          | 200 km/h (aut.)          | 11,1 l (aut.)           |
| 2.9 24v               | V6 2,9 l (2933 cm³)             | wtrysk             | 206 KM (151 kW) przy 6000 obr./min  | 281 Nm przy 4200 obr./min | 9 s (aut.)           | 225 km/h (aut.)          | 10,9 l (aut.)           |
| Silniki wysokoprężne: |                                 |                    |                                     |                           |                      |                          |                         |
| 2.5 TD                | R4 2,5 l (2499 cm³), OHC, turbo | pompa wtryskowa    | 115 KM (84,5 kW) przy 4200 obr./min | 270 Nm przy 2200 obr./min | 11,9 s               | 193 km/h                 | 8 l                     |
| 2.5 TD                | R4 2,5 l (2499 cm³), OHC, turbo | pompa wtryskowa    | 125 KM (92 kW) przy 4200 obr./min   | 293 Nm przy 2000 obr./min | 11,1 s 13 s (aut.)   | 198 km/h 187 km/h (aut.) | 8,3 l 10 l (aut.)       |